# Luis Jara
Luis Alexis Jara Farjas (* 12. Oktober 1983 in Santiago) ist ein ehemaliger chilenischer Fußballspieler, der hauptsächlich als offensiver Mittelfeldspieler eingesetzt wurde.

## Karriere

### Verein
Luis Jara begann seine Profikarriere 2002 bei Universidad Católica, für das er zwischen 2002 und 2008 insgesamt in 13 Spielen in der chilenischen Primera División auflief. In seiner Karriere spielte er für weitere Vereine von der Primera División bis zur Tercera A. 2008 gewann der Mittelfeldspieler mit Curicó Unido die Meisterschaft der Primera B und 2012 mit Trasandino die der Tercera A. 2013 beendete er bei Trasandino seine Karriere.

### Nationalmannschaft
Jara stand im Kader der U20-Nationalmannschaft unter Trainer César Vaccia bei der Südamerikameisterschaft 2003 in Uruguay.

## Erfolge
Curio Unido
- Chilenischer Zweitligameister: 2008